# アラン・フィグラルツ
アラン・フィグラルツ（Alain Figlarz、1962年 - ）は、フランスの俳優、スタントマン、アクション監督。

## 来歴
パリで生まれ、5歳より武道を学ぶ。また、兵役に従事している期間に特殊部隊に所属していたとも言われる。
1990年代よりフランスのテレビ番組に出演しスタントマンおよび俳優としてデビュー。世界中の特殊部隊に自ら体験入隊し、共に訓練するドキュメンタリー番組「linsider」のメインパーソナリティとしても知られている。
俳優やスタントマンとしてだけでなくスタントチーム「FIGLARZ ACTION」を率い、フランスおよびハリウッド映画においてアクション監督、スタント・コーディネイターとして活動している。日本映画では『ザ・ファブル』のアクション振り付けを主演の岡田准一と共に担当している。

## フィルモグラフィ
表記のない作品は、スタント・コーディネーターおよびアクション振付師としてのみ参加した作品である。
- ボーン・アイデンティティー
- ダニー・ザ・ドッグ
- あるいは裏切りという名の犬　……出演
- 96時間/リベンジ …… 出演
- コロンビアーナ
- バビロンA.D.
- スペシャル・フォース …… 出演
- 96時間/レクイエム
- LUCY/ルーシー
- トランスポーター イグニション
- インストーラー …… 出演
- ザ・ファブル …… ファイトコレオグラファー ※岡田准一と共同
- ANNA/アナ …… 出演

## リンク
- アラン・フィグラルツ - IMDb（英語）
- Site Web officiel